# Commodore Amiga 3000UX

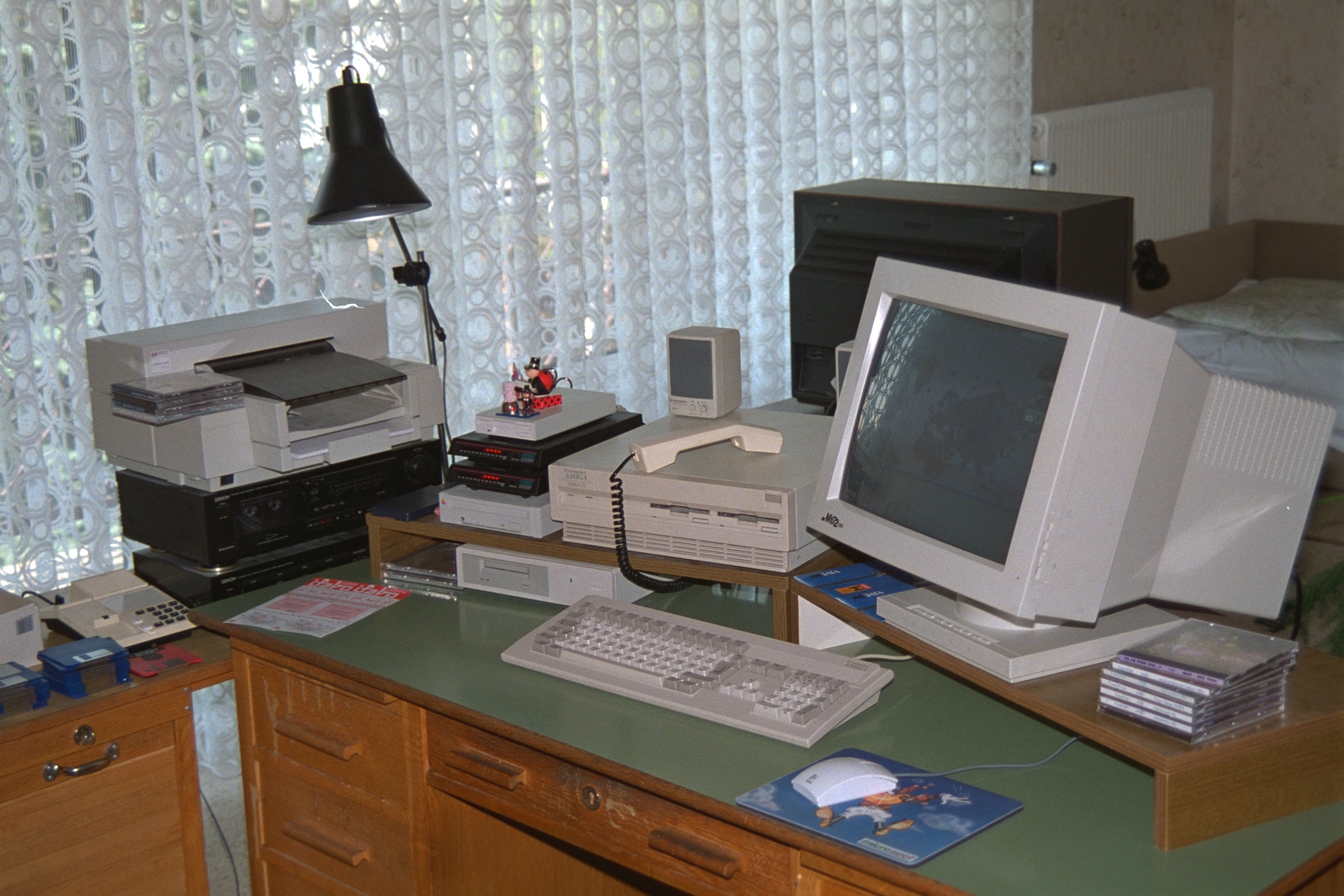
Amiga 3000 UX corriendo una BBS de dos líneas.

El Commodore Amiga 3000UX, o A3000UX, es un modelo de ordenador de la familia Amiga que se lanzó con el sistema operativo Amiga Unix en lugar del AmigaOS, un port completo del AT&T Unix System V Release 4. En el resto el equipo es equivalente a un Commodore Amiga 3000 estándar. El resultado fue tal que Sun Microsystems presentó una oferta a Commodore para licenciar el A3000UX como una alternativa de rango media a su gama alta de estaciones de trabajo Sun. Incomprensiblemente (pero siguiendo la constante de decisiones empresariales erróneas que adornan la vida del Amiga), Commodore rechazó la oferta, cuando hubiera sido un empuje tanto para la empresa como para la gama Amiga, al sacudirle el sambenito de consola de videojuegos y hacerla entrar por la puerta grande en el mundo empresarial.
Es muy posible que Commodore o uno de sus distribuidores eliminara el Unix por el AmigaOS, pues se han encontrado A3000 estándar cuyo etiquetado sugería que eran en realidad A3000UX.

## Especificaciones técnicas
- CPU: Motorola 68030 a 25 MHz.
- Memoria RAM: 2 MB de memoria (configurado como 1 MB de CHIP RAM y 1 MB de FAST RAM), ampliable a un total de 18 MB en placa.
- FPU: un coprocesador 68882
- Chipset ECS.
- Interfaz SCSI con un disco duro de 3.5" Quantum LPS40S (40MB), LPS52S (50MB) o LPS105S (100MB).
- Un 'flicker fixer' incluido en el chip Amber que permite el uso de un monitor VGA.

Puede incrementarse la memoria Fast RAM añadiendo chips ZIP DRAM, que son notoriamente difíciles de fijar (y ahora de encontrar), y están disponibles en dos variedades, Page Mode o Static Column.
- Datos: Q471126